# Condado de San Miguel (título nobiliario)
El condado de San Miguel es un título nobiliario español creado el 5 de noviembre de 1876 por el «rey» (pretendiente de la rama carlista) Carlos VII a favor de Micaela Muñoz de San Pedro y Flores de Lizaur.
Fue reconocido como título del reino el 23 de octubre de 1953, y expedida carta del mismo el 23 de abril de 1954, acogiéndose a la Ley que el entonces Jefe del Estado, Francisco Franco Bahamonde, promulgó en 1948 y que permitió el reconocimiento de los títulos otorgados por los «reyes» carlistas.

## Condes de San Miguel
|                                                  | Titular                                          | Periodo                                          |
| Creación por Carlos VII (pretendiente carlista). | Creación por Carlos VII (pretendiente carlista). | Creación por Carlos VII (pretendiente carlista). |
| ------------------------------------------------ | ------------------------------------------------ | ------------------------------------------------ |
| I                                                | Micaela Muñoz de San Pedro y Flores de Lizaur    | 1876-1838                                        |
| Reconocido por Francisco Franco                  |                                                  |                                                  |
| II                                               | Miguel Muñoz de San Pedro e Higuero              | 1954-1972                                        |
| III                                              | Beatriz Muñoz de San Pedro y Flores de Lizaur    | 1974-2023                                        |
| IV                                               | Beatriz Rueda Muñoz de San Pedro                 | 2024-actual titular                              |

## Historia de los condes de San Miguel

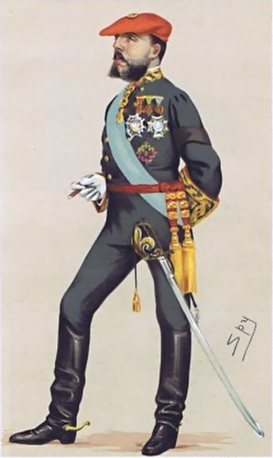
Carlos VII, en 1876, pretendiente de la rama carlista, concedió el condado de San Miguel

- Micaela Muñoz de San Pedro y Flores de Lizaur (Cáceres, 5 de junio de 1816-28 de agosto de 1838), I condesa de San Miguel, soltera sin descendencia.[2] Era hija de Tomás Muñoz de San Pedro Montenegro y Velasco, I barón de Campo de Águilas, I vizconde de Torre Hidalgo (títulos carlistas reconocidos como títulos del reino) que casó con María del Carmen Flores de Lizaur.[2]  Su hermano Tomás Muñoz de San Pedro y Flores de Lizaur casó con Petra Mayoralgo y Ovando, hija mayor del conde de la Torre de Mayoralgo, y estos fueron los padres de Miguel Muñoz de San Pedro y Mayoralgo, casado con Teresa Torres-Cabrera y González de la Laguna, hija del III marqués de Torres Cabrera, padres de García Muñoz de San Pedro y Torres-Cabrera, VIII conde de Canilleros que casó con Beatriz Higuero Cotrina y fueron los padres de Miguel Muñoz de San Pedro e Higuero que sucedió en este título al ser reconocido como título del reino:[2]

Reconocido en 1954 a favor de:
- Miguel Muñoz de San Pedro e Higuero (Cáceres, 28 de diciembre de 1899-5 de abril de 1972), II conde de San Miguel y IX conde de Canilleros.[2]

Casó con Julia Flores de Lizaur y Bonilla. Le sucedió su hija.
- Beatriz Muñoz de San Pedro y Flores de Liazur (Cáceres, 1926-Madrid, 29 de mayo de 2023),[3] III condesa de San Miguel,[4] II baronesa de Campo de Águilas, marquesa de Cerverana, VI marquesa de los Altares, XI condesa de Canilleros y XI vizcondesa de Peñaparda de Flores.[5]

Casó con Arsenio Rueda y Sánchez-Malo. Sucedió su hija:
- Beatriz Rueda Muñoz de San Pedro, IV condesa de San Miguel,[6] III marquesa de Cerverana y III baronesa de Campo de Águilas.